# Synagoga v Chomutově
Synagoga v Chomutově se nacházela asi 300 metrů severně od centra města Chomutov, na rohu dnešních ulic Mostecká a Karla Buriana. Postavena byla v roce 1876 v novorománském slohu a 9. listopadu 1938 došlo k jejímu vypálení během Křišťálové noci. Její trosky byly následně strženy v dubnu 1939. Na přelomu 50. a 60. let byl na místě někdejší synagogy postaven bytový dům. Stavbu nic nepřipomíná.